# Gibljivost
Gibljívost (običajna oznaka je μ, ponekod β) pri gibanju delcev pod vplivom zunanje sile definiramo kot razmerje med povprečno hitrostjo potovanja delcev in velikostjo sile, ki povzroča gibanje. Tako definirani gibljivosti pravimo tudi absolútna gibljívost, merimo jo v m s-1 / N = s / kg.
Pri gibanju nabitih delcev (elektronov, ionov) pod vplivom električnega polja lahko definiramo gibljivost kot razmerje med povprečno hitrostjo nosilcev naboja in jakostjo električnega polja. Tako definirani gibljivosti pravimo tudi eléktrična gibljívost, merimo pa jo v m s-1 / V m-1 = m2 / V s.
Z električno gibljivostjo je povezana specifična prevodnost. Za gostoto električnega toka j (zaradi enostavnosti privzamemo, da prevaja le ena vrsta nosilcev naboja) lahko zapišemo:
{\displaystyle \mathbf {j} =Ze_{0}n\mu \mathbf {E} }
Pri tem je Z valenca nosilcev naboja e0 osnovni naboj, n številčna gostota nosilcev naboja na prostornino, μ gibljivost in E jakost električnega polja.
Če uvedemo oznako {\displaystyle \sigma =Ze_{0}n\mu } za specifična prevodnost, prepoznamo v enačbi Ohmov zakon:
{\displaystyle \mathbf {j} =\sigma \mathbf {E} }